# 바니카구

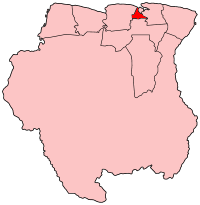
바니카 구의 위치

바니카구(네덜란드어: Wanica)는 수리남의 구로 행정 중심지는 렐리도르프이며 면적은 443km2, 인구는 118,222명(2012년 기준), 인구 밀도는 270명/km2이다. 북쪽으로는 대서양, 북동쪽으로는 파라마리보 구, 동쪽으로는 코메베이너 구, 남쪽으로는 파라 구, 서쪽으로는 사라마카 구와 접한다. 7개 지방 자치체를 관할한다.